# 멜리사 태퍼
멜리사 태퍼(Melissa Tapper, 1990년 3 월1일생)는 오스트레일리아의 탁구 선수이다. 2012년 하계 패럴림픽에 출전한 후 비장애인 대회인 2014년 코먼웰스 게임에도 오스트레일리아 대표로 참가했다. 2016년 3월에는 하계 올림픽과 하계 패럴림픽에 모두 참가 자격을 얻은 최초의 오스트레일리아 선수가 되었다.
2020년 도쿄 올림픽 여자 단체전에서 젠팡 레이, 미셸 브롬리와 함께 참가했지만 16강전에서 독일에 3:0으로 패했다. 2020년 도쿄 패럴림픽에서는 여자 단체전 C9-10에서 은메달을 획득했다.
2024년 파리 올림픽에는 여자 단식 64강전에서 대한민국의 신유빈에게 4:0으로 패했다. 여자 단체전에서는 16강전에서 차이니스 타이베이에 3:0으로 패했다. 2024년 하계 패럴림픽 대표로도 선발되었다.

## 어린 시절
태퍼는 1990년 3월 1일 빅토리아주 해밀턴에서 태어나, 멜버른 교외 사우스멜버른에 거주하고 있다. 팔신경얼기 손상으로 인해 에르브 마비가 있다.

## 탁구 선수 경력
태퍼는 10등급 탁구 선수로 휠체어를 타고 경기하지 않고, 서서 경기를 진행한다.

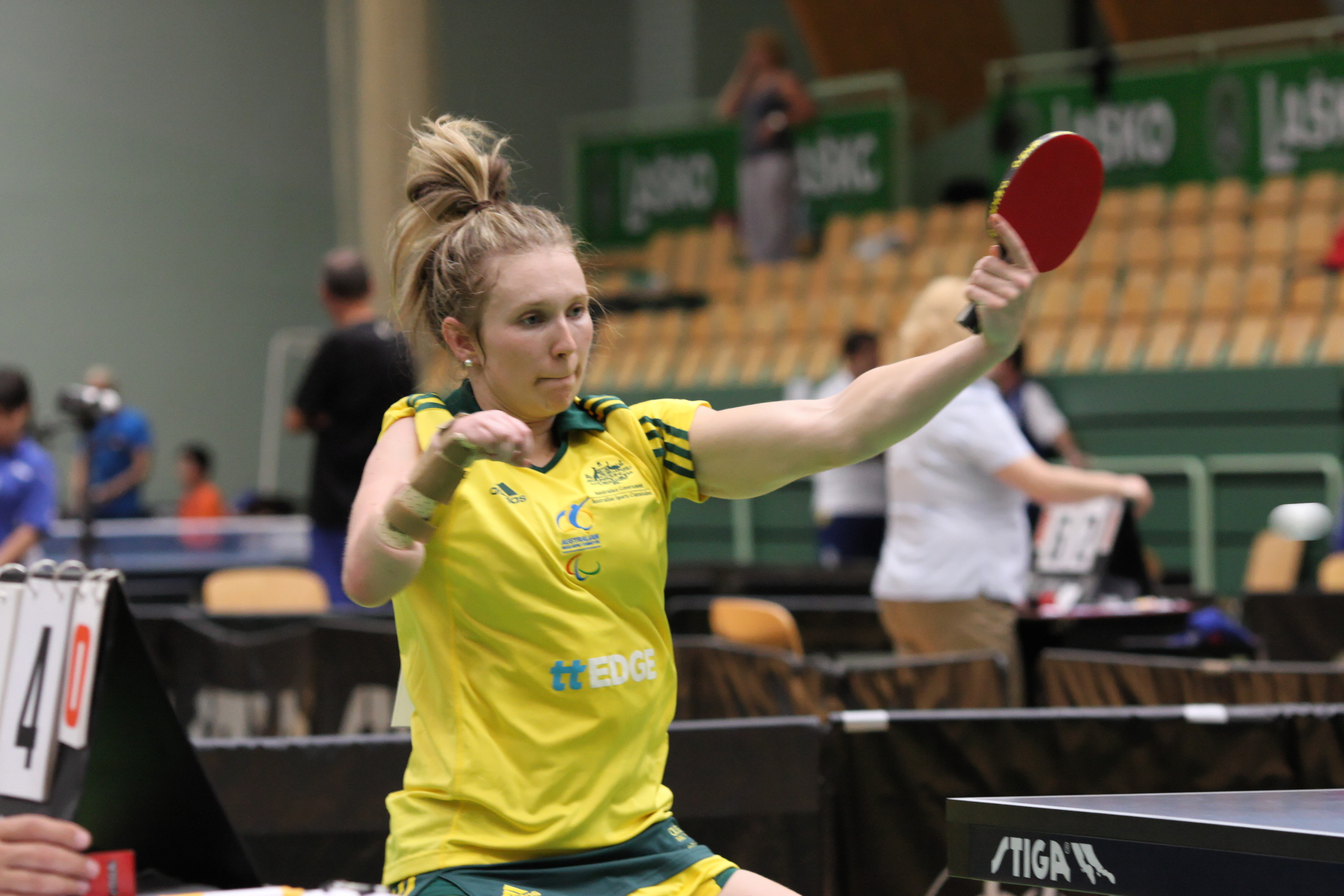
2012년 슬로베니아 오픈에 참가한 태퍼

초등학교 재학 중이던 2002년 선수 생활을 시작하면서부터 비장애인 선수들과 경쟁했고,  오스트레일리아 대표로 처음 출전한 것도 2004년 요르단에서 열린 비장애인 대회였다. 2004년에는 전국 탁구 선수권 대회에 14세 이하 복식과 혼합 복식, 16세 이하 복식과 혼합 복식, 14세 이하 단식, 16세 이하 단식, 18세 이하 단식에 참가하여 이 중 7개 종목에서 메달을 땄고, 총 3개 종목에서 1위를 차지했다.
그해 태퍼는 체코에서 열린 대회와 포르투갈에서 열린 다른 대회에도 출전하여 15세 이하 세계 주니어 선수로 활약했다. 올림픽에서 국가 대표가 되겠다는 생각으로 더 진지하게 스포츠를 받아들이기 시작했다. 2008년 18세 이하 오세아니아 선수권 대회와 2008년 21세 이하 오스트레일리아 선수권 대회에서 1위를 차지했다. 2008년 10월 인도 푸네에서 열린 코먼웰스 유스 게임에도 참가했다.

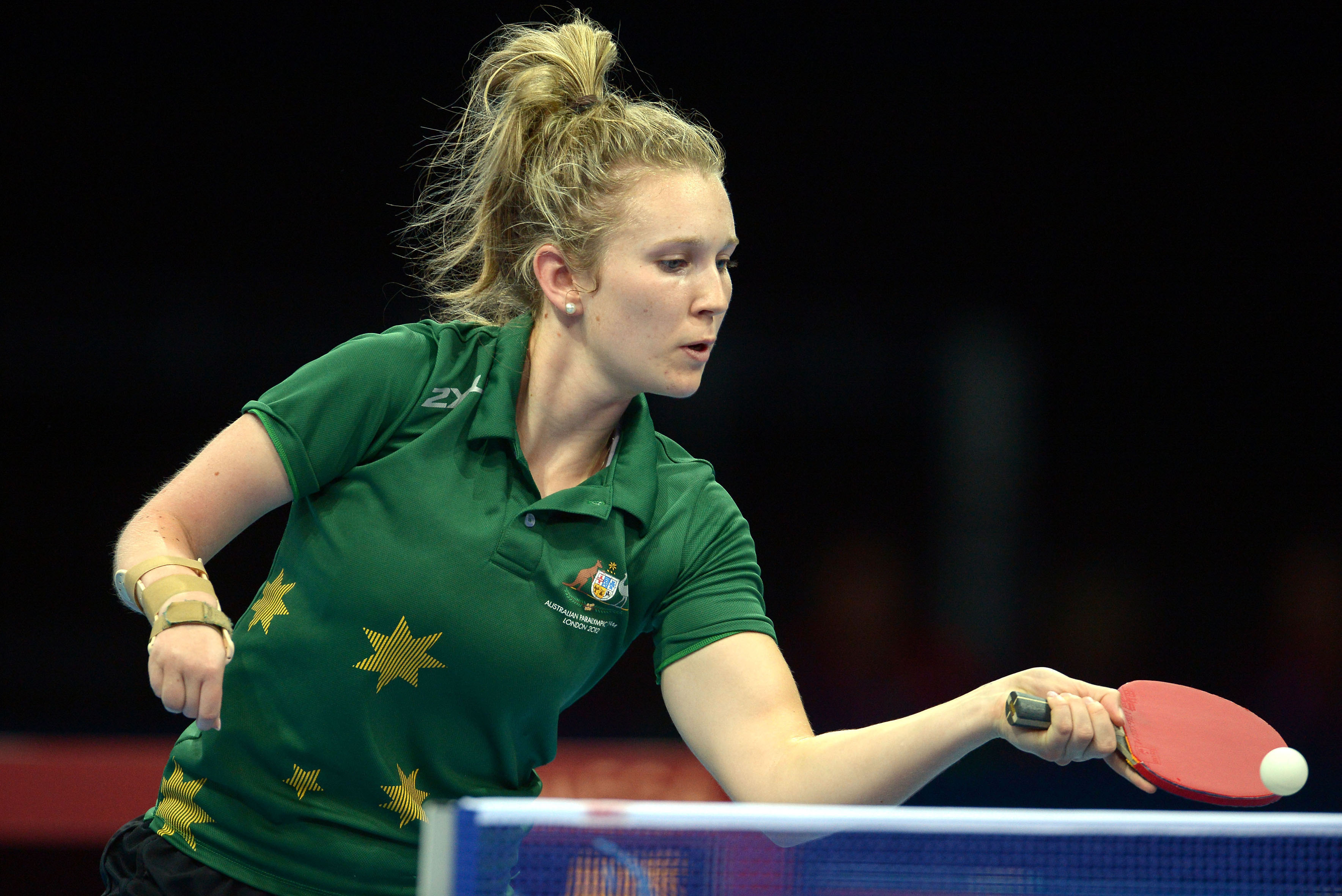
2012년 런던 패럴림픽의 경기 모습

2010년경 태퍼는 장애인 탁구를 해보기로 결정하고, 비장애인 종목에서 장애인 종목으로 전환했다.
3월에는 유럽으로 건너가 이탈리아와 헝가리에서 탁구 선수로 활동하며 두 나라에서 열린 오픈 대회에서 우승했다. 2011 아라푸라 게임에서 금메달 2개를 획득했고, 2012년 하계 패럴림픽 탁구 종목에서 오스트레일리아 대표로 선발되었다.
글래스고에서 열린 2014년 코먼웰스 게임에서 오스트레일리아 대표로 선발되었다. 태퍼는 혼합 복식과 여자 단체전에 참가했다. 여자 단체전 조별 예선에서 태퍼는 가이아나의 상대인 트렌스 로우를 3:0으로 이겼다. 태퍼가 소속된 오스트레일리아 대표팀은 결국 여자 단체에서 동메달을 획득했다. 혼합 복식에서는 파트너 헤밍 후와 함께 케냐 혼합 복식 팀을 3:0으로 꺾고 3라운드에 진출했다. 3라운드에서 후-태퍼 조는 캐나다 조에게 3:0으로 패했다.
2014년 9월 중국 베이징에서 열린 ITTF 세계 파라 탁구 선수권 대회에서 여자 단식 SF10에서 동메달을 획득했다. 이는 오스트레일리아의 선수권 대회 사상 첫 메달이었다. 2016년 3월 25일, 태퍼는 오세아니아 선수권 대회에서 우승을 차지하면허 패럴림픽과 올림픽에 모두 오스트레일리아 대표로 선발된 최초의 선수가 되는 역사를 만들었다. 리우데자네이루에서 열린 2016년 하계 올림픽에서는 여자 단식과 복식에 참가했으나 첫 경기에서 모두 패했다.
리우 패럴림픽에서 태퍼는 여자 단식 C10 예선에서 1승만 거두고 본선에 진출하지 못했다. 여자 복식 C6-10에서 태퍼는 파트너 안드레아 맥도넬과 함께 4위를 차지했다.
골드코스트에서 열린 2016년 코먼웰스 게임에서 여자 TT6-10 등급에서 금메달을 획득했다.
2018 슬로베니아 라슈코-첼레 파라 탁구 세계 선수권 대회 여자 10등급에서 동메달을 획득했다.
다윈에서 열린 2019년 오세아니아 파라 탁구 선수권 대회에서 여자 단식 C6-10에서 금메달을 획득했다.
2020년 도쿄 패럴림픽에서는 레이 리나, 양첸와 함께 여자 단체 C9-10에서 은메달을 획득했다. 여자 단식 C10에서는 8강전에서 동료 양첸에게 패했다.

## 같이 보기
- 패럴림픽과 올림픽에 모두 참가한 선수 목록